# José Simón Azcona del Hoyo
José Simón Azcona del Hoyo (* 26. Januar 1927 in La Ceiba; † 24. Oktober 2005 in Tegucigalpa) war ein Politiker in Honduras.

## Leben
Von 1935 bis 1949 lebte er in Kantabrien in Spanien, bei seinen Großeltern mütterlicherseits. Dann überquerte er illegal die Grenze nach Portugal, als er als Wehrpflichtiger in die spanische Armee eingezogen werden sollte. Danach ging er zum Studium nach Honduras auf die Universidad Nacional Autónoma de Honduras (UNAH), bevor er das Studium am Instituto Tecnológico y de Estudios Superiores de Monterrey in Mexiko als Bauingenieur abschloss.
Als Mitglied der Liberalen Partei (PL) war er von 1975 bis 1980 Landwirtschaftsminister und trug 1981 als Leiter der Wahlkampagne dazu bei, dass nach 50 Jahren Militärdiktatur die PL mit Roberto Suazo Córdova den Präsidenten stellen konnte. 1981 wurde Azcona del Hoyo Minister für das Fernmeldewesen, schied jedoch 1983 nach Streitigkeiten mit dem Präsidenten aus dem Kabinett aus.
Bei der Präsidentschaftswahl am 24. November 1985 kandidierte Azcona del Hoyo und ging wegen eines neuen Wahlgesetzes als Sieger hervor, weil er von den vier Kandidaten der PL die meisten Stimmen erhielt. Als Präsident amtierte er vom 27. Januar 1986 bis zum 26. Januar 1990. In seiner Amtszeit erreichte er die Rückgabe der Schwaneninsel von den USA an Honduras. Er gehörte mit seinen Amtskollegen von Guatemala, El Salvador, Costa Rica und Nicaragua zu den Unterzeichnern des Arias-Planes, der einen Friedensprozess für Mittelamerika eröffnete. Zu seinem Nachfolger wurde Rafael Leonardo Calleja Romero gewählt.